# Schlossstraße 21 (Korschenbroich)

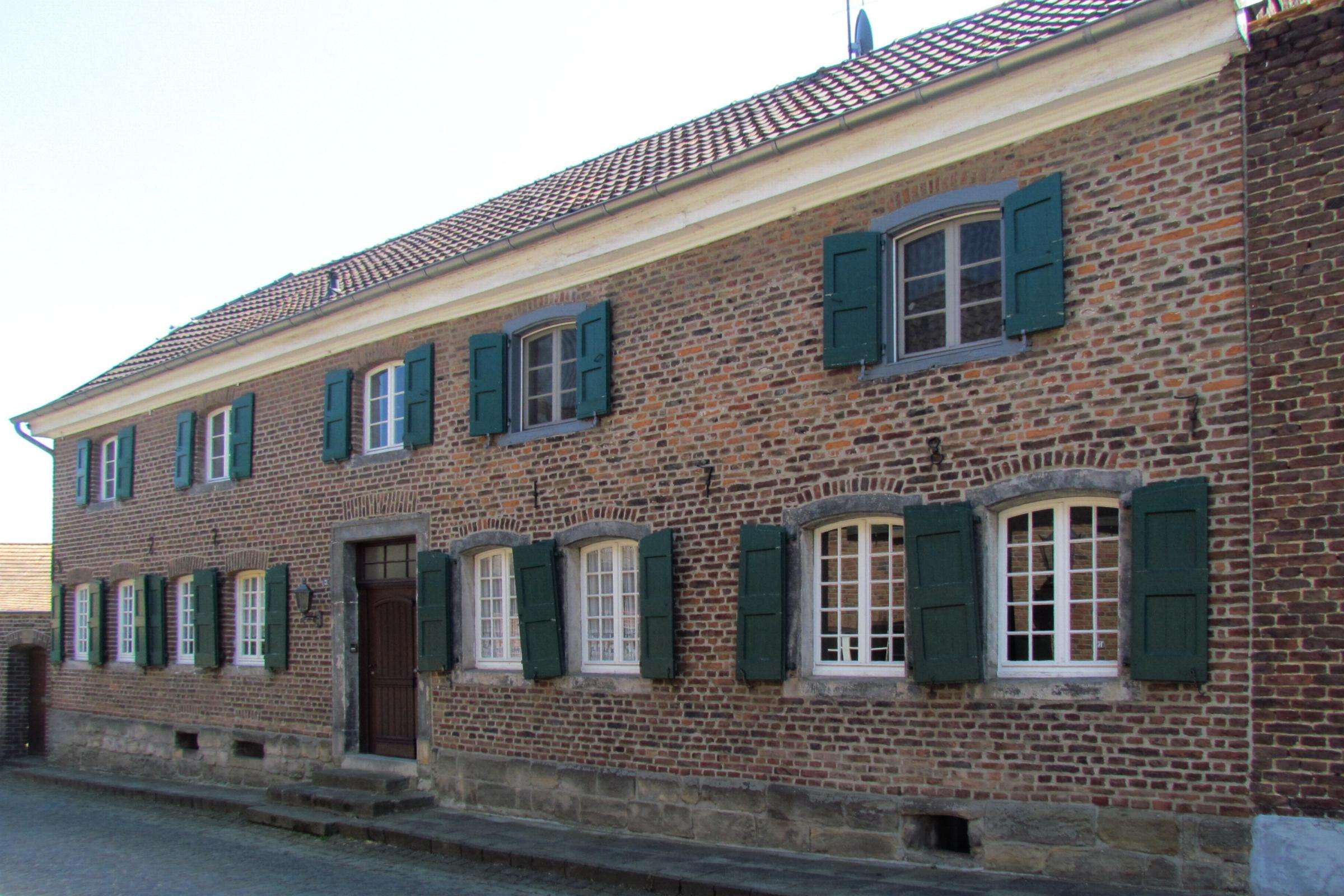
Backsteinhofanlage

Die Backsteinhofanlage Schlossstraße 21 steht im Stadtteil Liedberg in Korschenbroich im Rhein-Kreis Neuss in Nordrhein-Westfalen.
Das Haus wurde 1787 erbaut und unter Nr. 124 am 9. Juni 1987 in die Liste der Baudenkmäler in Korschenbroich eingetragen.

## Architektur
Es handelt sich hierbei um eine aus dem Jahre 1787 (Datierung mit Mauerankern) stammende, zweigeschossige, traufenständige Backsteinhofanlage. An der linken Seite wurde eine Scheune mit Toreinfahrt aus Backstein angebaut. Diese ist aus dem Jahre 1909 datiert. Die Hofanlage „Schlossstraße 21“ stellt als Bestandteil des denkmalwerten Ensembles des alten historischen Marktes ein Denkmal dar. Liedberg und insbesondere auch der alte noch vorhandene Markt haben für die Stadtgeschichte von Korschenbroich heimatgeschichtliche Bedeutung.